# Scelio guatemalensis
Scelio guatemalensis är en stekelart som beskrevs av Jean-Jacques Kieffer 1906. Scelio guatemalensis ingår i släktet Scelio och familjen Scelionidae. Inga underarter finns listade i Catalogue of Life.